# Impulsion électromagnétique
Pour les articles homonymes, voir IEM et EMP.

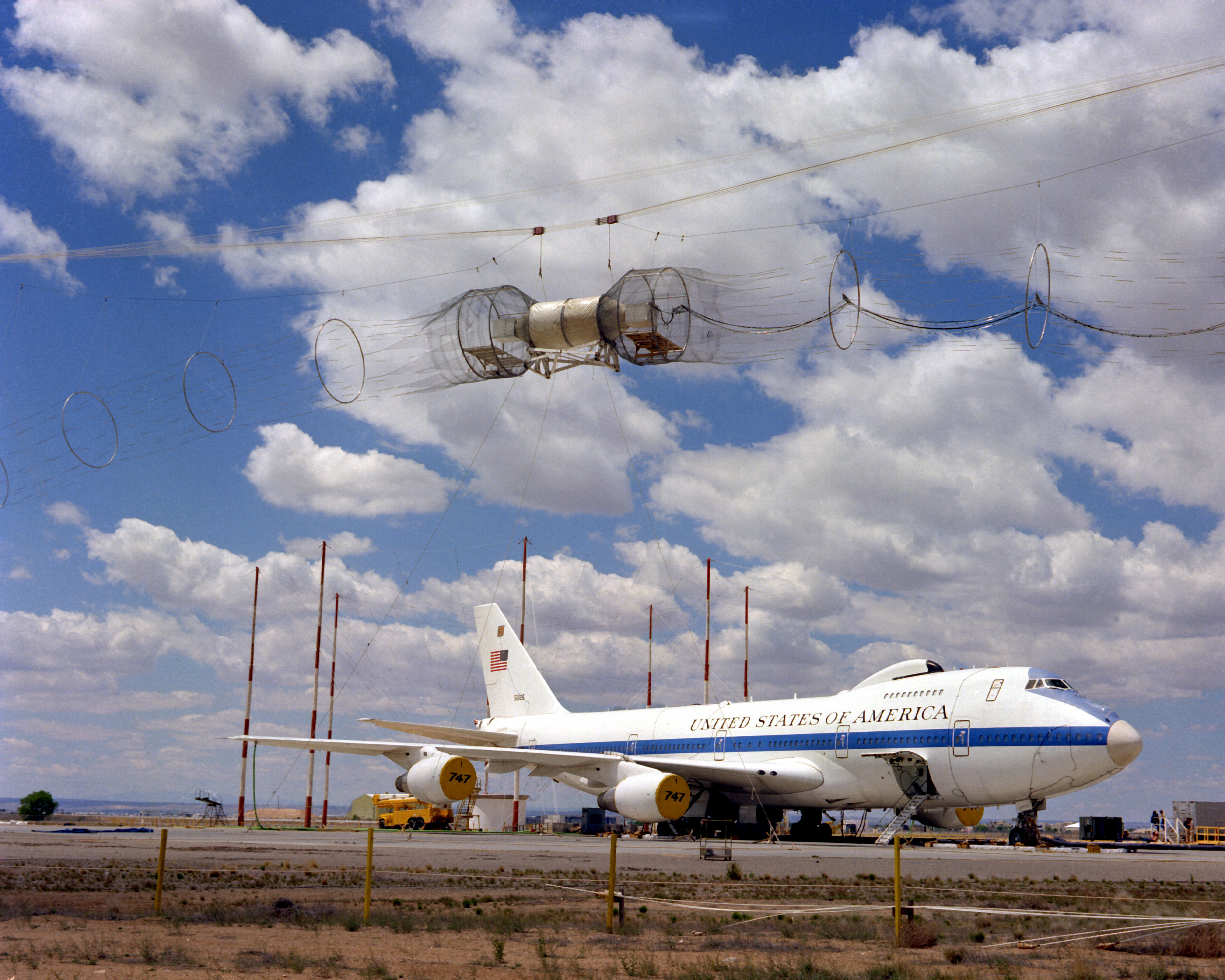
Simulateur d'EMP HAGII-C testé sur un avion Boeing E-4 (1979).

Une impulsion électromagnétique (IEM), également connue sous le nom EMP (en anglais : electromagnetic pulse) est une émission d'ondes électromagnétiques brève et de très forte amplitude qui peut détruire de nombreux appareils électriques et électroniques (reliés au courant et non protégés) et brouiller les télécommunications.
Cette impulsion peut être générée artificiellement par une explosion nucléaire ou un générateur à micro-ondes, mais peut aussi être d'origine naturelle, comme la foudre, une éruption solaire ou l'électricité statique.
Les applications d'une IEM peuvent être militaires, mais aussi industrielles ou médicales.

## Types d'impulsions électromagnétiques

### Foudre

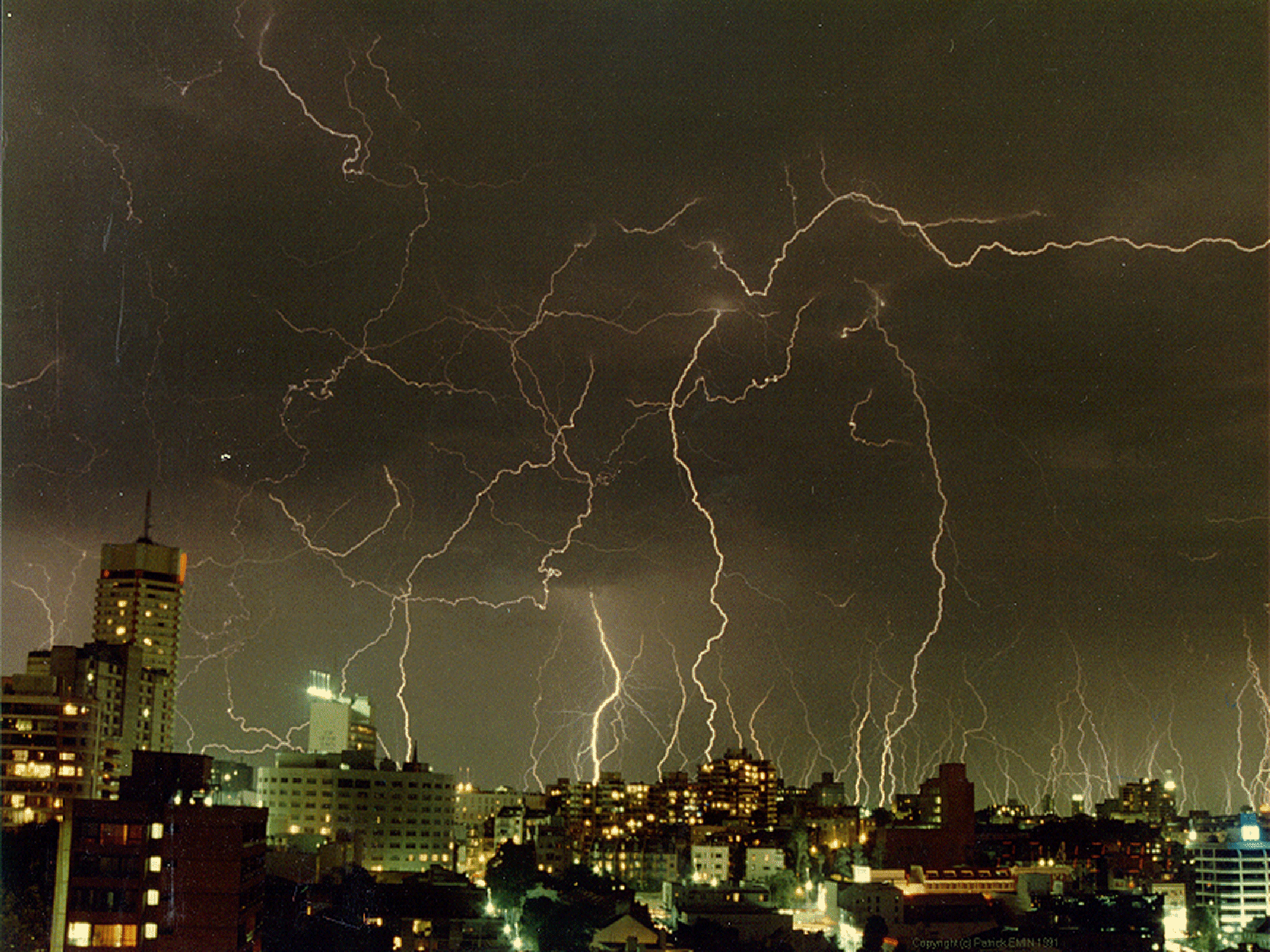
Un orage à Sydney en Australie, en 1991 : un éclair toutes les 30 secondes pendant deux heures.

La foudre est la plus connue des IEM, c'est un phénomène naturel de décharge électrostatique, dû à la différence de potentiel électrique entre deux nuages ou entre un nuage et la Terre.
Elle est inhabituelle en ce sens qu'elle a typiquement une décharge préliminaire de basse énergie qui s'accumule jusqu'à l'impulsion principale, qui à son tour peut être suivie à intervalles de plusieurs rafales plus petites.[pas clair]

### Décharge électrostatique

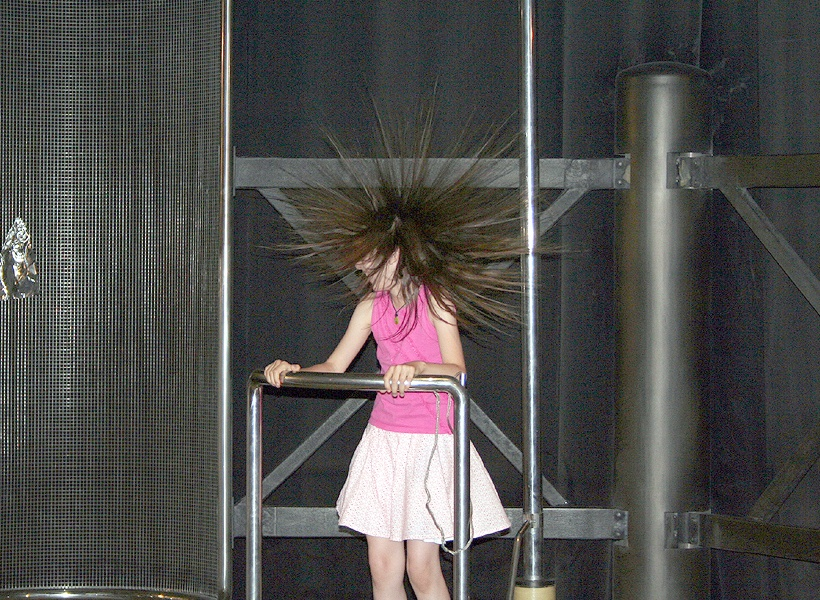
Démonstration de décharges électrostatiques sur le corps humain au palais de la découverte à Paris (2006).

Les décharges électrostatiques sont caractérisées par des tensions élevées, mais de faibles courants et provoquent parfois des étincelles visibles. Elles sont considérées comme de petits phénomènes localisés, même si techniquement, la foudre en fait partie. Elles peuvent également être artificielles, comme avec un Générateur de Van de Graaff.
Une décharge électrostatique peut endommager les circuits électroniques en injectant une impulsion de haute tension, en plus de donner aux gens un choc désagréable. Elle peut également créer des étincelles, qui peuvent déclencher des incendies ou des explosions de vapeurs de carburant. Pour cette raison, avant de faire le plein d'un avion ou d'exposer de la vapeur de carburant à l'air, la buse de carburant est d'abord connectée à l'avion pour décharger toute électricité statique.

### Impulsion électromagnétique nucléaire (NEMP)

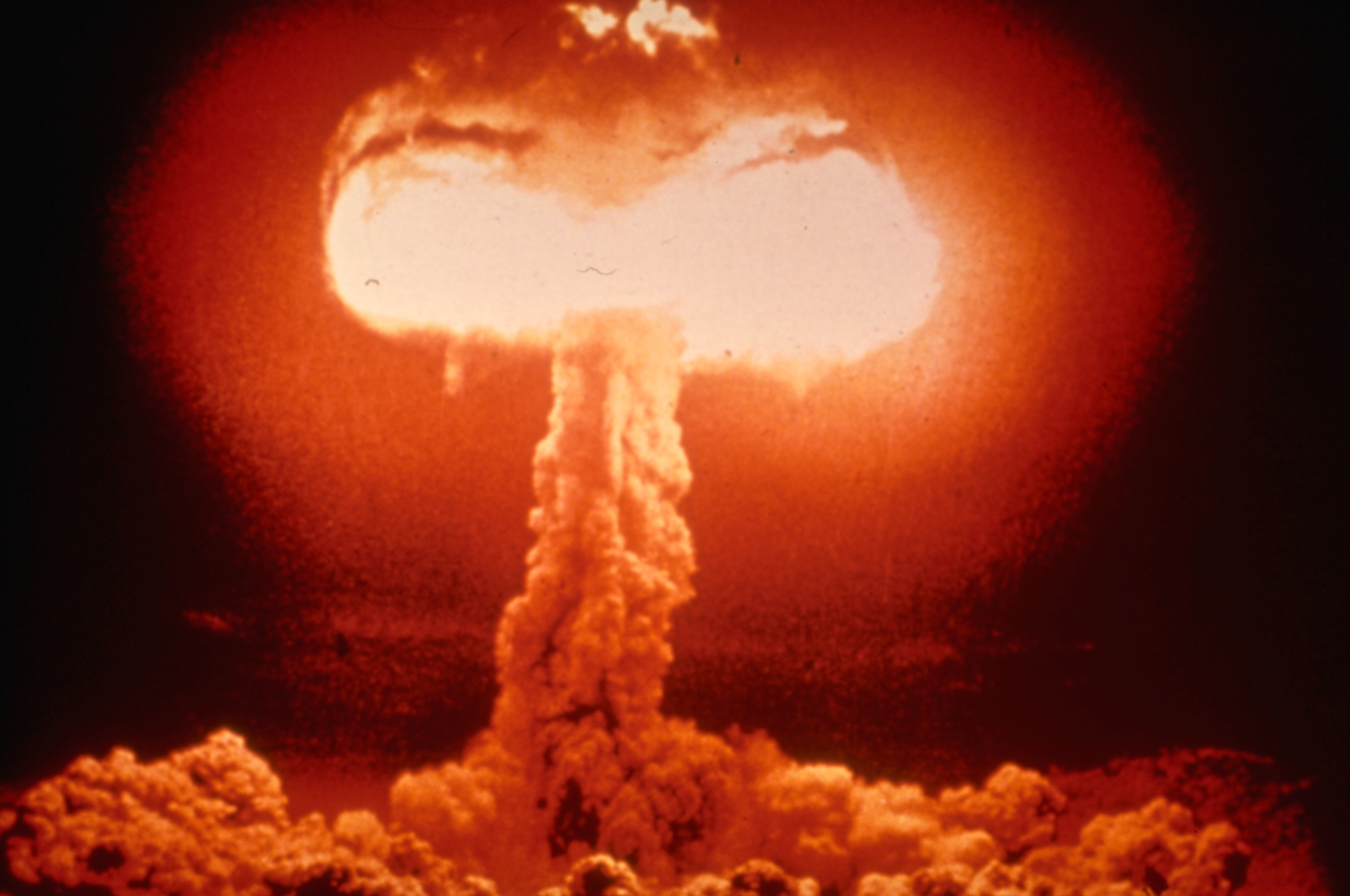
Une explosion nucléaire.

Lorsqu'une arme nucléaire explose, elle produit une brève impulsion électromagnétique. Son importance dépend de nombreux facteurs, notamment la taille et le type de la bombe et l'altitude à laquelle elle explose, mais ses effets peuvent être dévastateurs sur les installations électriques et les télécommunications.
Il s'agissait au début d'un effet secondaire des bombes atomiques découvert en 1945 lors de premiers essais nucléaires de l'armée américaine, qui s'est rapidement transformé en une arme à part entière.

### Impulsion électromagnétique non nucléaire (NNEMP)
La « E-Bomb » ou bombe à micro-ondes est une arme électromagnétique de nouvelle génération inventée dans les années 1950, capable de produire une impulsion électromagnétique (IEM) sans explosion nucléaire. 
En explosant, la bombe libère une onde électromagnétique très brève et de forte amplitude, qui détruit les appareils électriques dans une zone de quelques dizaines à quelques centaines de mètres, ce qui permet des frappes chirurgicales.
Les pays qui étudient cette technologie gardent le secret sur l'avancée de leurs recherches.

### Magnétoformage

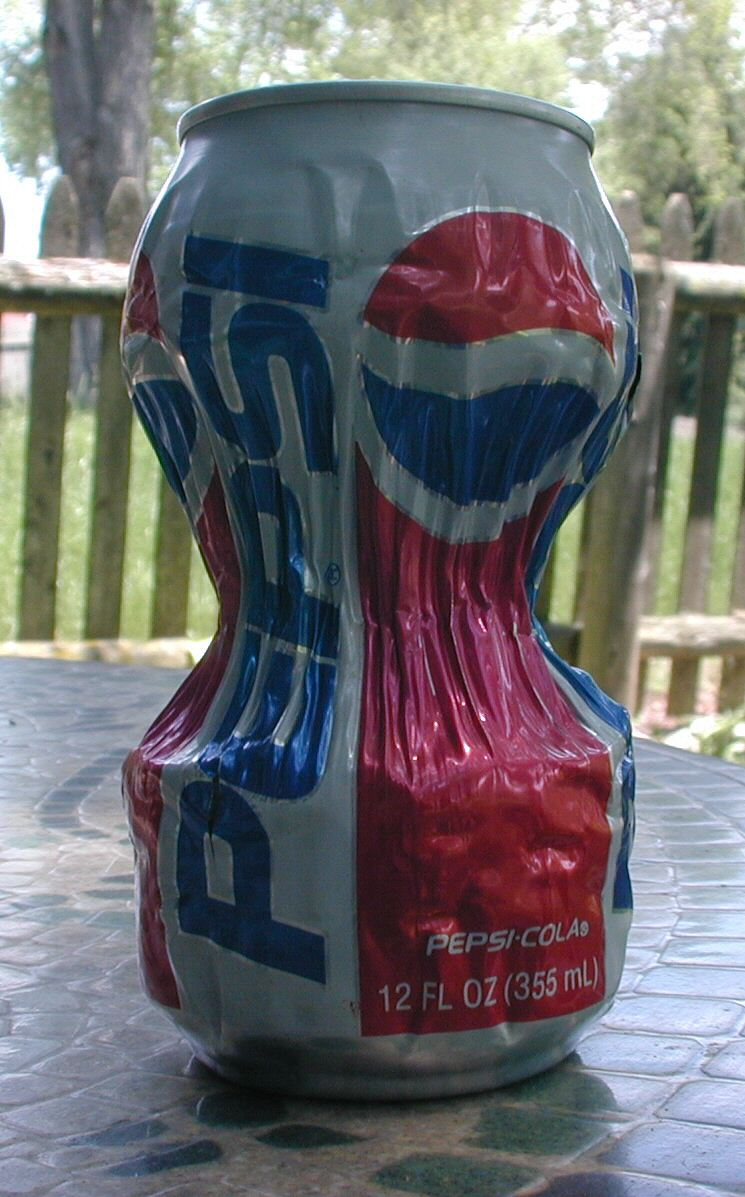
Une cannette en aluminium déformée par une impulsion magnétique créée par une forte décharge de 2 kilojoules d'une batterie de condensateurs haute tension.

Le magnétoformage est un procédé industriel de formage permettant de déformer ou découper une pièce métallique en utilisant un champ magnétique, le plus souvent du cuivre ou de l'aluminium. La pièce est remodelée par des impulsions magnétiques à haute intensité qui induisent un courant dans la pièce. La pièce peut être modifiée sans contact à partir d'un outil, bien que dans certains cas, la pièce puisse être pressée contre une matrice.

### Impulsion magnétique ultra-courte
Les impulsions électromagnétiques ultra-courtes (aussi appelées « hyperfréquences ») et leur impact sur les cellules font actuellement l'objet de recherches en vue d'applications dans la médecine et dans l'armement.

### Impulsion électromagnétique solaire
En raison de la similitude entre une impulsion électromagnétique nucléaire E3 due à une explosion atomique et un orage géomagnétique induit par le soleil, il est devenu courant de se référer à l'énergie de ces orages comme « IEM solaire ». Au niveau du sol, cependant, l'« IEM solaire » n'est pas connue pour produire des impulsions E1 ou E2.
Les satellites et les véhicules spatiaux sont naturellement exposés à ces phénomènes d'IEM liés à l'activité du soleil et au vent solaire, qui peuvent perturber, dégrader voire détruire les satellites ou les appareillages électroniques. Ce fut le cas en 2000, lors d'une période de forte activité solaire.

### Impulsions de commutation
L'action de commutation d'un circuit électrique crée un changement brusque dans le flux d'électricité. Ce changement brutal est une forme d'IEM.

## Effets d'une IEM

### Conséquences
Le fonctionnement des appareils électriques et électroniques soumis à ce souffle électromagnétique est fortement altéré. De même, les signaux radioélectriques de faible longueur d’onde comme ceux des radars peuvent être fortement perturbés. La durée de ces perturbations peut s’avérer très longue. Selon l'United States Navy, « les bombes IEM peuvent aussi causer des dommages chez les humains, en perturbant les connexions neuronales et en provoquant une perte de conscience temporaire, ou la mort ».

### Scénarios d'attaques IEM nucléaires post-guerre froide
Les services militaires américains ont mis au point, et dans certains cas ont publié un certain nombre de scénarios hypothétiques d'attaque IEM.
La Commission sur les IEM des États-Unis a été mandatée par le Congrès des États-Unis en 2001, puis en 2006. Cette commission est officiellement connue sous le nom de Commission to Assess the Threat to the United States from Electromagnetic Pulse (EMP) Attack.
Cette commission a réuni un groupe de scientifiques notables et de technologues pour publier en 2008 le Critical National Infrastructures Report. Ce rapport décrit, avec autant de détails que possible, les conséquences probables d'un IEM nucléaire sur les infrastructures civiles. Bien que ce rapport ait été fait spécifiquement pour les États-Unis, la plupart des informations peuvent évidemment être généralisées à l'infrastructure civile d'autres pays industrialisés.
Dans son témoignage écrit remis au Sénat des États-Unis en 2005, un membre de la Commission a rapporté ce qui suit :

« La Commission sur les IEM a parrainé une enquête mondiale sur la littérature scientifique et militaire à l'étranger pour évaluer les connaissances, et peut-être les intentions, des États étrangers à l'égard des attaques par impulsion électromagnétique (IEM). L'enquête a révélé que la physique du phénomène de l'IEM et le potentiel militaire d'une attaque IEM sont largement compris dans la communauté internationale, comme en témoignent des écrits officiels, non officiels et des déclarations. L'enquête sur les sources ouvertes au cours de la dernière décennie constate que les connaissances sur les IEM est mise en évidence au moins en Grande-Bretagne, en France, en Allemagne, en Israël, en Égypte, à Taïwan, en Suède, à Cuba, en Inde, au Pakistan, en Irak (sous Saddam Hussein), en Iran, en Corée du Nord, en Chine et en Russie.
De nombreux analystes étrangers, en particulier en Iran, en Corée du Nord, en Chine et en Russie voient les États-Unis comme un agresseur potentiel qui serait prêt à utiliser sa panoplie entière d'armes, y compris les armes nucléaires, dans une première attaque. Ils pensent que les États-Unis ont des plans d'urgence pour mener une attaque IEM nucléaire, et qu'ils sont prêts à les exécuter en vertu d'un large éventail de circonstances.
Les scientifiques militaires russes et chinois, dans les sources ouvertes, décrivent les principes de base des armes nucléaires spécialement conçues pour produire un accroissement de l'effet IEM, qu'ils appellent armes "Super-IEM". Ces armes, d’après eux, peuvent détruire même les meilleures protections des systèmes électroniques militaires et civils américains. »

## Parades
On sait depuis longtemps qu'il existe de nombreuses façons de se protéger contre les IEM nucléaires (ou de faire rapidement des réparations là où la protection n'est pas pratique) comme le durcissement électronique, mais la commission sur les IEM a déterminé que ces protections sont presque totalement absentes dans l'infrastructure civile des États-Unis, et que même de grands secteurs des services militaires des États-Unis ne sont plus protégés contre les IEM au niveau où ils en étaient pendant la guerre froide,.
Les déclarations publiques des physiciens et des ingénieurs travaillant dans le domaine des IEM ont tendance à souligner l'importance de l'équipement de fabrication électronique, de composants électriques résistants aux IEM et de garder des pièces de rechange adéquates à portée de main pour permettre des réparations rapides,,.
Cette Commission n'a pas examiné les infrastructures civiles d'autres pays. Les forces armées françaises ont établi en 1992 une norme sur la stabilité des munitions pour éviter les dommages dus aux rayonnements électro magnétiques sur les armes et les munitions.

### Cage de Faraday
La parade est la mise en œuvre de cage de Faraday autour des appareils sensibles.
Un exemple est l'appareil radio de quatrième génération tel le PR4G à modulation par évasion de fréquence (EVF) chiffrée, conçu par Thomson, qui est ainsi blindé suivant le principe de la cage de Faraday contre les rayonnements électromagnétiques.

### Tubes à vides
Plus ancien, l'équipement à base de tubes électroniques est généralement beaucoup moins vulnérable aux IEM que le matériel plus récent. Les avions militaires soviétiques de la Guerre froide avaient souvent une avionique basée sur des tubes à vide en raison du manque de connaissances des Soviétiques des dispositifs à l'état solide et de leur conviction que le tube à vide serait plus approprié pour survivre à une IEM.
Bien que les tubes à vide soient beaucoup plus résistants aux IEM que les dispositifs à semi-conducteurs, d'autres composants dans les circuits à tubes à vide peuvent être endommagés par un IEM. Des tubes à vide ont effectivement été endommagés en 1962 lors des essais d'IEM nucléaires. En outre, des dispositifs radios à l'état solide ont survécu à des vastes IEM,,.

### Dispositifs à l'état solide
Les dispositifs à l'état solide sont construits entièrement à partir de matériaux solides à l’intérieur desquels les électrons, ou d'autres porteurs de charge, sont totalement confinés.

## Dans la fiction
Les médias populaires décrivent souvent les effets d'une IEM de manière incorrecte, provoquant des malentendus parmi le public et même parmi les professionnels. Des efforts officiels ont été déployés aux États-Unis pour réfuter ces idées fausses,.